# Prisekan veliki ikozaeder
| Prisekan veliki ikozaeder                              | Prisekan veliki ikozaeder                            |
| ------------------------------------------------------ | ---------------------------------------------------- |
|                                                        |                                                      |
| Vrsta                                                  | uniformni zvezdni polieder                           |
| Elementi                                               | F = 24, E = 90, V =60 ({\displaystyle \chi \,} = -6) |
| Stranske ploskve po stranicah                          | 12{5/2}+12{10}                                       |
| Wythoffova simbola                                     | 2 5/2 \| 5 2 5/3 \| 5                                |
| Simetrijska grupa                                      | Ih, [5,3], *532                                      |
| Bowerjeva okrajšava                                    | Tigid                                                |
| Sklici                                                 | U37, C47, W75                                        |
| veliki zvezdni pentakisni dodekaeder (dualni polieder) | 6.6.5/2 slika oglišč                                 |

Prisekan veliki ikozaeder je v geometriji uniformni zvezdni polieder z oznako (indeksom) U55. Njegov Schläflijev simbol je t0,1{3,5/2}, to pa je enako kot za prisekan veliki ikozaeder.

## Kartezične koordinate
Kartezične koordinate oglišč prisekanega velikega ikozaedra, ki leži v izhodišču koordinatnega sistema so vse parne permutacije vrednosti
(±1, 0, ±3/τ)
(±2, ±1/τ, ±1/τ3)
(±(1+1/τ2), ±1, ±2/τ)
kjer je τ = (1+√5)/2  zlati rez, ki ga včasih pišemo kot φ. Če pa je 1/τ2 = 1 − 1/τ se lahko prepričamo, da so vsa oglišča na sferi, ki leži v izhodišču in ima kvadrat polmera enak 10−9/τ. Robovi imajo pri tem dolžino 2.

## Sorodni poliedri
Ta polieder je prisekanje velikega ikozaedra. 
Prisekan veliki zvezdni dodekaeder je izrojen polieder, ki ima 20 trikotnih stranskih ploskev, ki izhajajo iz prisekanih oglišč ter 12 skritih petkotnih stranskih ploskev, ki jih dobimo kot prisekanje pentagramskih stranskih ploskev. Zadnje pa tvorijo veliki dodekaeder,  ki je včrtan tako, da ima skupne robove z ikozaedrom.
| Ime                      | veliki zvezdni dodekaeder | veliki zvezdni dodekaeder | veliki ikozidodekaeder | prisekan veliki ikozaeder | veliki ikozaeder |
| ------------------------ | ------------------------- | ------------------------- | ---------------------- | ------------------------- | ---------------- |
| Coxeter-Dinkinov diagram |                           |                           |                        |                           |                  |
| Slika                    |                           |                           |                        |                           |                  |